# كينيث كونور
كينيث كونور (بالإنجليزية: Kenneth Connor)‏ هو ممثل بريطاني، ولد في 6 يونيو 1918 بلندن في المملكة المتحدة، وتوفي بنفس المكان في 28 نوفمبر 1993.

## أعمال

### أفلام
- (1964) الاستمرار في كليو

## وصلات خارجية
- كينيث كونور على موقع IMDb (الإنجليزية)
- كينيث كونور على موقع روتن توميتوز (الإنجليزية)
- كينيث كونور على موقع ألو سيني (الفرنسية)
- كينيث كونور على موقع ميوزك برينز (الإنجليزية)
- كينيث كونور على موقع تيرنر كلاسيك موفيز (الإنجليزية)
- كينيث كونور على موقع أول موفي (الإنجليزية)
- كينيث كونور على موقع قاعدة بيانات الأفلام السويدية (السويدية)
- كينيث كونور على موقع قاعدة بيانات الفيلم (الإنجليزية)